# Massimo Polidoro

Firma

Massimo Emilio Polidoro (Voghera, 10 marzo 1969) è un giornalista, scrittore e divulgatore scientifico italiano, co-fondatore del CICAP e di Think about Science.

## Biografia
Interessato fin dalla giovinezza all'illusionismo, verso la fine degli anni Ottanta, dopo avere ammirato una serie di Quark dedicata ai fenomeni paranormali, legge Viaggio nel mondo del paranormale di Piero Angela e viene a conoscenza del lavoro del divulgatore scientifico James Randi, esperto di indagini sul paranormale. Polidoro studia Randi e le sue pubblicazioni. Randi, come Harry Houdini, è un illusionista e investigatore di misteri che applica un approccio scientifico alle sue indagini. Polidoro scrive sia al conduttore del programma Piero Angela sia a Randi ed entrambi gli rispondono.
Angela lo informa che sta creando un'organizzazione italiana simile al "Committee for the Scientific Investigation of Claims of the Paranormal" (CSICOP, oggi CSI, cioè Committee for Skeptical Inquiry) americano. Il conduttore lo presenta a Randi e gli paga personalmente una borsa di studio negli Stati Uniti. Vi rimarrà a studiare per oltre un anno con lo stesso Randi, dal quale apprende le tecniche per indagare i presunti fenomeni paranormali e molti trucchi per riuscire a smascherare i sedicenti maghi. Racconterà la sua esperienza e ciò che ha imparato nel libro Geniale. 13 lezioni che ho imparato da un mago leggendario (Feltrinelli, 2022).
Nel 1990 torna in Italia e contribuisce a fondare il CICAP. Si laurea in psicologia all'Università degli Studi di Padova con una tesi sull'attendibilità dei testimoni oculari di fenomeni insoliti e nel frattempo guida il neonato CICAP e crea e dirige la rivista del Comitato Scienza & Paranormale; nel 1996 diventa responsabile europeo dell'associazione "James Randi Educational Foundation". Nel 2001 entra a far parte dell'"European Council of Skeptical Organisations" (ECSO) e diventa membro onorario (Fellow) dell'americano CSICOP, oggi CSI, associazione analoga al CICAP italiano.
Lo stesso anno è chiamato a sostituire Martin Gardner, ritiratosi per raggiunti limiti di età, quale curatore di una rubrica sull'insolito per The Skeptical Inquirer, la rivista del CSI, che tuttora segue. Nel 2004 crea e dirige la rivista Magia dedicata al mondo dell'illusionismo e dei giochi di prestigio. Tra il 2005 e il 2007 ha tenuto, presso la Facoltà di Psicologia dell'università Milano-Bicocca un corso, unico in Italia, di "Metodo scientifico, pseudoscienze e psicologia dell'insolito". È lui a introdurre per primo, in Italia, la definizione "Psicologia dell'insolito" per l'equivalente inglese "Anomalistic Psychology". Attualmente è titolare del corso per dottorandi "Dissemination of scientific knowledge and public engagement" presso l'Università di Padova e insegna il corso "Raccontare la scienza" rivolto agli studenti del Politecnico di Milano.
La sua figura ha ispirato il protagonista di un romanzo, L'eredità di Bric di Giacomo Gardumi (Marsilio), e quella di Mark Pollard nel fumetto di Martin Mystère Il grande Houdini ideata da Alfredo Castelli, e La frequenza del caos, di Sergio Badino.
Nel 2018 Massimo Polidoro istituisce e dirige per cinque anni a Padova il CICAP Fest, festival della scienza e della curiosità, che già alla seconda edizione nel 2019 supera le 20 000 presenze. Nel 2019 propone numerose iniziative per celebrare i 500 anni dalla morte di Leonardo da Vinci; in particolare scrive due libri (Leonardo. Genio ribelle, con la prefazione di Piero Angela, e Io, Leonardo da Vinci, rivolto ai ragazzi), scrive e presenta una conferenza-spettacolo, Io, Leonardo Da Vinci, che ha toccato numerosi teatri e festival in Italia e all'estero, conduce la serie televisiva Leonardo: l'uomo che anticipò il futuro su Focus TV e realizza una serie a episodi sul suo canale YouTube.
Il 1º giugno 2022 viene pubblicata una storia a fumetti dal titolo Topolino e il ritorno dell'uomo falena sul Topolino n. 3471 dove viene presentato per la prima volta in versione disneyana con lo pseudonimo di Max Topidoro.
Nel 2023 fonda con Elena Bottaro Think about Science, una realtà impegnata a ideare, realizzare e promuovere i progetti più diversi legati alla diffusione del pensiero scientifico. Il primo progetto è "La Scatola di Archimede", una serie di incontri con la scienza a teatro, organizzati con il Teatro Menotti di Milano, con la presenza fissa del fisarmonicista Nadio Marenco e degli autori comici Chiara Galeazzi e Francesco Lancia.
Tra il 2023 e il 2024, su invito della storica della scienza Naomi Oreskes, trascorre un semestre come studioso ospite (Visiting Associate Scholar) presso il Dipartimento di Storia della scienza dell'Università di Harvard. L'obiettivo è quello di approfondire lo studio delle strategie e delle tecniche di chi attacca e nega la scienza, oltre ai rapporti tra scienza e magia.
Nel 2024, a febbraio dà alle stampe "La meraviglia del tutto", l'ultimo libro postumo di Piero Angela, che i due hanno scritto insieme nel corso degli anni precedenti: un dialogo sui massimi sistemi, dall'universo alla natura, dall'essere umano al futuro più remoto. Il libro resta ai primi posti delle classifiche per quasi tre mesi. A marzo esordisce a teatro con lo spettacolo "Il mistero di Darwin", scritto con l'evoluzionista Telmo Pievani, diretto dal regista Emilio Russo e prodotto dal Teatro Menotti di Milano.
A maggio l'Unione Astronomica Internazionale gli ha dedicato un nuovo pianetino (Codice MPC IAU 104) con questa motivazione: "per il suo impegno nella divulgazione scientifica e nella diffusione di una mentalità critica". Il nuovo asteroide, noto d'ora in avanti con il nome di "193818 Polidoro", è stato scoperto da Luciano Tesi e Giuseppe Forti, del Gruppo Astrofili Montagna Pistoiese (GAMP) ed è già sul sito della NASA.
A oggi continua la sua attività di divulgazione scrivendo libri e articoli, tenendo conferenze, intervenendo in televisione, tenendo corsi in università e online, organizzando incontri ed eventi pubblici, realizzando podcast, spettacoli teatrali, leggendo audiolibri, producendo diverse serie sul suo canale YouTube e mantenendo un'attiva presenza sul web.
A novembre gli viene assegnato il premio GAL Hassin per la divulgazione «Per il suo pioneristico e costante impegno nella lotta contro le pseudoscienze». 
A gennaio 2025, lancia sul suo canale YouTube il video-podcast settimanale Il gomitolo atomico.

### Fumetti
Da sempre appassionato di fumetti, Massimo Polidoro ha partecipato nel 1983, ancora quattordicenne, a un concorso per fumettisti esordienti organizzato dalla rivista Eureka! con una storia di fantascienza, "Anno Zero. Odissea nello spazio", che scrive e disegna. Arriva tredicesimo (su 143 partecipanti), ma i due giudici del concorso, le colonne del fumetto italiano Alfredo Castelli e Silver, lo consolano con un disegno originale.
Successivamente, Massimo Polidoro diventerà amico di Castelli, che lo trasformerà in Mark Pollard, personaggio del fumetto Martin Mystère presente in due albi: Il grande Houdini, di Alfredo Castelli, e La frequenza del caos, di Sergio Badino.
Massimo Polidoro è inoltre citato più volte anche da un altro amico fumettista, Tiziano Sclavi, in alcuni albi di Dylan Dog, in particolare attraverso il suo alter ego, il professor Adam, in: Il sorriso dell'oscura signora e in: Dopo un lungo silenzio.
Il 1º giugno 2022 viene pubblicata una storia a fumetti in due parti, scritta da Sergio Badino, dal titolo Topolino e il ritorno dell'uomo falena su Topolino n. 3471 e 3472, dove Massimo Polidoro viene presentato per la prima volta in versione disneyana con lo pseudonimo di Max Topidoro.
A settembre del 2024 esce per Feltrinelli Comics la graphic novel Figli delle Stelle, con i suoi testi, sceneggiata e disegnata da Riccardo La Bella.
A ottobre 2024 si trova tra i personaggi di Lupo Alberto n. 447, dove interpreta sé stesso all'interno della rubrica La gazzetta del complottista, scritta da Riccardo La Bella con i disegni di Michelon, dove affronta con gli strumenti della razionalità il complottista Enrico La Talpa.

## Attività

### Divulgazione scientifica

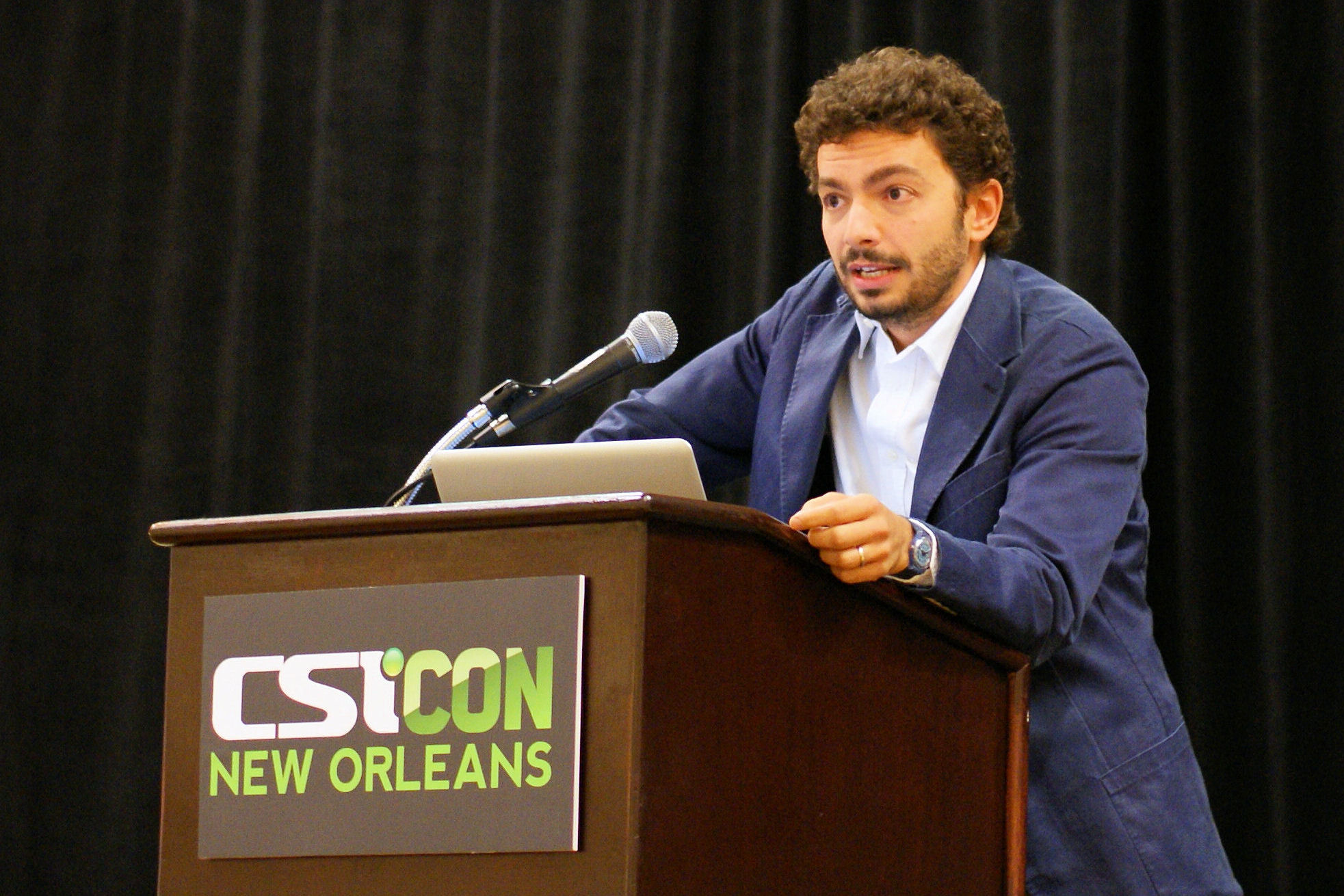
Massimo Polidoro al seminario The Investigators a CSICON 2011 a New Orleans

Dal 1989 opera come divulgatore scientifico. Giornalista professionista dal 2003, ha iniziato a collaborare con il mensile Focus e tutte le testate del gruppo già nel 1996. In veste di giornalista ha pubblicato moltissimi articoli sui temi dell'ignoto, del mistero, dell'indagine scientifica dell'occulto, degli enigmi storici, della psicologia dell'insolito, delle pseudoscienze e delle teorie del complotto.
All'inizio del 2006 ha creato il suo primo podcast, intitolato I Misteri di Massimo Polidoro; per tre anni, le puntate del podcast sono anche andate in onda regolarmente sulla Rete Uno della Radio della Svizzera Italiana. Nel 2014 Polidoro pubblica il podcast L'esploratore dell'insolito che tratta i seguenti argomenti: l'insolito, gli enigmi della storia, i crimini irrisolti, le tecniche per indagare e per svelare misteri e la scrittura.
Nel 2016 ha dato vita a un nuovo podcast, Un caffè con Massimo, dove condivide idee e spunti insoliti su libri, film, documentari, musica e altro, legati ai temi della scienza, del mistero, dell'avventura e dell'insolito in genere.
Nel 2018 decide di impegnarsi su YouTube con la realizzazione di contenuti regolari periodici, a partire dalla serie Strane Storie, indagini scientifiche ai confini della realtà. Una serie tuttora in corso, con nuovi episodi pubblicati ogni venerdì, dove indagare classici del mistero e dell'ignoto.
Nel 2019 inizia a realizzare podcast di divulgazione scientifica con Audible, il primo è Questa è Scienza!, dove incontra alcuni dei più bei nomi della scienza e della divulgazione italiana per scoprire e capire meglio che cos'è la scienza e come la incontriamo nella vita di tutti i giorni.
Questa è Scienza! avrà una seconda edizione l'anno dopo, mentre Massimo crea anche nuovi podcast con Audible, come Complotti (con Valentina Petrini), e presta la voce ai podcast Seveso. La Chernobyl d'Italia, di Matteo Liuzzi e Niccolò Martin, e La prova. Storia di un'autopsia aliena, di Lorenzo Paletti.
A partire dal 2019, Massimo inizia anche a leggere gli audiolibri tratti dai libri che ha scritto e, in seguito, presta la voce anche ai libri di Piero Angela.
Nel 2020 inizia la pubblicazione sul suo canale YouTube della serie Il caso Kennedy, dedicata a un'indagine storico-scientifica molto approfondita dell'assassinio del Presidente americano John F. Kennedy. E, durante la pandemia, crea nuove serie, come Ok, scienza!, dedicata ai ragazzi per aiutarli a familiarizzare con la scienza e il suo metodo, e La stanza delle meraviglie, racconti di storie incredibili ma vere.
L'11 giugno 2021 esce il primo episodio di un'altra serie, Uno studio in nero, dedicata all'indagine di alcuni tra i più grandi gialli ed episodi di cronaca nera della storia, da Jack lo squartatore al Mostro di Firenze; una serie che ritornerà poi ogni anno durante i mesi estivi.
Alla fine del 2021, con Barbascura X e Luca Perri partecipa come ospite a Infodemic: il virus siamo noi.
Nel 2023 prende parte al documentario Piero Angela – Un viaggio lungo una vita, condotto da Alberto Angela e trasmesso da Rai 1. Lo stesso anno partecipa, come voce critica, al film Enigma Rol, diretto da Anselma Dell'Olio. Lo stesso anno crea un nuovo podcast originale con StorieLibere, Pensa come Sherlock, dedicato a comprendere il funzionamento della nostra mente a partire dalle avventure di Sherlock Holmes.
Nel 2024 realizza la serie podcast “Alla luce”, per Chora Media, dove racconta ciò che di sorprendente può riaffiorare in campo archeologico, mentre si costruisce qualcosa di nuovo, e il lavoro straordinario che viene messo in campo per preservare ciò che si è trovato. Lo stesso anno, con Think about science, riporta la scienza a teatro, sia con la serie di incontri de “La scatola di Archimede”, dove il racconto di scienziati e ricercatori si unisce alla musica e all’umorismo, che con lo spettacolo “Il mistero di Darwin”.
A gennaio 2025 inizia una nuova esperienza divulgativa, con un video podcast dedicato alla scienza e alla conoscenza, “Il Gomitolo Atomico”, un appuntamento settimanale che vede tra i suoi primi ospiti Telmo Pievani, Nello Cristianini ed Elisa Palazzi.

### Attività letteraria

#### Saggistica
Come saggista, Massimo Polidoro ha scritto e pubblicato decine di libri, dove ha esplorato numerosi ambiti, tra i quali:
- le indagini storiche su vicende insolite e misteriose: Viaggio tra gli spiriti (1995), L'illusione del paranormale (1998), I segreti dei fachiri (1999), Investigatori dell'occulto (1999), Grandi misteri della storia (2002), Gli enigmi della storia (2002), Secrets of the Psychics (2003), Indagatori del mistero (2009), La scienza dei mostri (2011), Enigmi e misteri della storia (2013), Straordinari misteri della storia (2015), Il mago e la strega (2018);
- le indagini scientifiche sulle teorie del complotto: 11/9. La cospirazione impossibile (2007); Complotti, bufale e leggende metropolitane (2013), Rivelazioni. Il libro dei segreti e dei complotti (2014); Il mondo sottosopra (2020), con un lungo approfondimento sull'assassinio del presidente Kennedy;
- il true crime: Grandi gialli della storia (2004), Cronaca nera (2005), Elvis è vivo! (2006), dedicata alla vita e alla scomparsa di alcune figure celebri, da Jim Morrison a Bruce Lee, da Luigi Tenco a Elvis Presley, da Marilyn Monroe a John Lennon, da Pier Paolo Pasolini a Kurt Cobain, con una speciale appendice dedicata alla presunta morte di Paul McCartney;
- la divulgazione scientifica pura: L'universo senza fine (1999) con Tullio Regge, Indagine sulla vita eterna (2014), con Marco Vannini e Pensa come uno scienziato (2021);
- il dialogo scientifico con Piero Angela per La meraviglia del tutto (2024);
- i saggi di psicologia dell'insolito: Il sesto senso (2000), I poteri della mente (2017), La scienza dell'incredibile (2023); Sherlock Holmes e l'arte del ragionamento (2024).
- le biografie: Il grande Houdini (2001), Final Séance (2001), sull'insolita amicizia tra Houdini e Sir Arthur Conan Doyle; Houdini: mago dell'impossibile (2018) e Io, Leonardo da Vinci (2019);
- le ricostruzioni storico-artistiche: L'avventura del Colosseo (2016), Segreti e tesori del Vaticano (2017);
- gli atlanti: Atlante dei luoghi misteriosi d'Italia (2018) e Atlante dei luoghi misteriosi dell'antichità (2020), entrambi illustrati da Francesco Bongiorni;
- i manuali: Il trucco c'è! (2003) con Mariano Tomatis e Geniale. 13 lezioni che ho ricevuto da un mago leggendario sull'arte di vivere e di pensare (2022);
- le guide: Milano insolita e segreta (2012);
- i saggi per ragazzi: Tutti i segreti del Colosseo (2022) e 50 misteri da risolvere (prima dei tuoi genitori) (2023).

Con La meraviglia del tutto (Mondadori), scritto insieme a Piero Angela, e con una postfazione di Alberto e Christine Angela, ha realizzato uno dei libri più letti e venduti del 2024.
Ha ideato e diretto le seguenti riviste: Help! (1984-1988), Bollettino del CICAP (1989-1993), Scienza & Paranormale (1993-2006), Magia. La rivista italiana di cultura magica (2004-2018) ed è stato direttore responsabile (2010-2022) di Query. La scienza indaga i misteri.

#### Narrativa

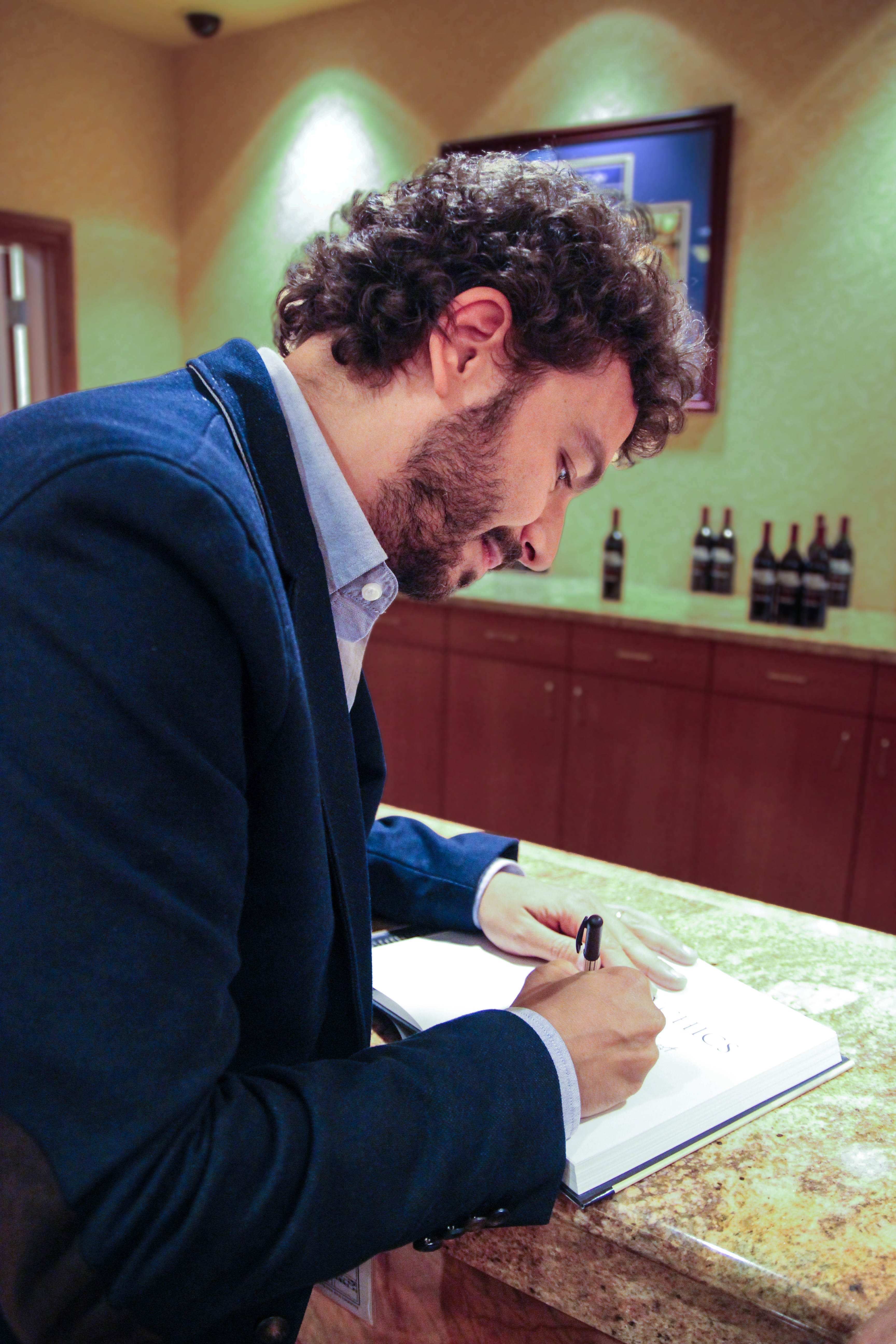
Massimo Polidoro mentre autografa libri a TAM 2013 a Las Vegas

Dopo un primo romanzo storico, scritto con Ferruccio Parazzoli e Grandi & Associati sotto lo pseudonimo di F.M. Celsius, Re David (Mondadori), Massimo Polidoro ha ufficialmente esordito nella narrativa pura nel 2006 con un altro romanzo di tipo storico, Il profeta del Reich (Edizioni Aliberti). Nel 2015 ha esordito nel giallo con il thriller Il passato è una bestia feroce, con il quale ha vinto il Premio NebbiaGialla e per il lancio del quale si è avvalso di un'originale campagna di promozione basata sui social network. Thriller a cui ha fatto seguito Non guardare nell'abisso (2016), sempre con lo stesso protagonista, il giornalista Bruno Jordan. Inoltre, ha curato la raccolta di racconti Giallo metropoli (2015) con alcune delle più belle firme del giallo e del noir made in Italy: Alan D. Altieri, Besola, Ferrari & Gallone, Cristina Cattaneo, Luca Crovi, Massimo Picozzi, Paolo Roversi, Simone Sarasso, Rosa Teruzzi, Nicoletta Vallorani e Giovanni Zucca.
Nella sua attività letteraria non mancano i romanzi per ragazzi, come la serie della "Squadra dell'impossibile", ambientata nella Londra vittoriana e firmata con lo pseudonimo Max Keller, per Il Battello a Vapore, che comprende: Il complotto di Frankenstein (2010), La notte di Dracula (2011) e La statua dagli occhi di smeraldo (2012). E, sempre per Il Battello a Vapore, i romanzi Il tesoro di Leonardo (2014), Il segreto di Colombo (2018) e La libreria dei misteri (2020).
Ascrivibili alla categoria dei romanzi, pur basandosi su fatti veri e accertati, sono anche Etica criminale (2007) sulla banda Vallanzasca, Un gioco infame (2008) sui delitti della banda della Uno bianca, Eravamo solo bambini (2010) sull'istituto-lager Santa Rita di Grottaferrata gestito dalla ex suora Maria Diletta Pagliuca, e Marta che aspetta l'alba (2011), libro dedicato alla malattia mentale e al ruolo rivoluzionario svolto da Franco Basaglia nel trasformare il modo di guardare ai cosiddetti matti, attraverso il racconto in prima persona di Mariuccia Giacomini, un'infermeria che ha condiviso con Massimo Polidoro la sua esperienza accanto a Basaglia; Titanic. Un viaggio che non dimenticherete (2012), il racconto in presa diretta della tragedia del Titanic ricostruita sulla base delle testimonianze dei sopravvissuti e dei testimoni; Leonardo. Genio ribelle, il racconto della vita di Leonardo da Vinci ricostruita a partire da un immaginario "manoscritto ritrovato" del suo allievo Francesco Melzi (2018), arricchito da una lunga introduzione di Piero Angela in cui condivide la sua personale scoperta di un autoritratto perduto di Leonardo.

### Attività televisiva
Dal 1989 Massimo Polidoro lavora in televisione, sia in Italia sia all'estero, svolgendo ruoli diversi.
Dal 2017 al 2022 ha condotto a Superquark (Rai 1) la rubrica "Psicologia delle bufale" dove dialogava con Piero Angela, con cui da sempre collaborava; in passato, nel 1997, aveva già curato per lo stesso programma la rubrica "Psicologia dell'insolito".
Dopo la conclusione di Superquark, nel 2022, con la scomparsa di Piero Angela, il nuovo programma di scienza di Rai 1 diventa, nel 2023, Noos - L'avventura della conoscenza, condotto da Alberto Angela. Da allora, Massimo Polidoro è una presenza fissa per dialogare, in ogni puntata, con Angela a proposito di "Psicologia dell'insolito" e di come nascono le nostre credenze.
Per il 50º anniversario dello sbarco sulla Luna dell'Apollo 11, Massimo Polidoro ha introdotto il documentario sull'allunaggio Il giorno in cui camminammo sulla Luna e insieme con Paolo Attivissimo ha condotto il programma Luna: ci siamo andati davvero?, entrambi trasmessi da Focus. Nel 2019, sempre sul canale Focus, ha presentato e condotto lo speciale Base Tuono. Un segreto della Guerra fredda oltre a una serie di documentari dedicata al genio di Leonardo da Vinci intitolata Leonardo: l'uomo che anticipò il futuro.
È stato opinionista fisso a La strada dei miracoli (Rete 4), nelle stagioni 2015 e il 2016, dove rappresentava il punto di vista della scienza sul soprannaturale. A inizio 2017 era presente ogni settimana a La settima porta (Rete 4) per raccontare e svelare un classico del mistero, realizzando ogni volta una dimostrazione spettacolare. Nello stesso anno ha condotto I misteri di Indiana Jones (Studio Universal).
Ha svolto il ruolo di consulente scientifico del programma Eva - Lo spettacolo della scienza di Rai 2 condotto da Eva Riccobono, dove interveniva anche in video trattando argomenti "misteriosi" e di psicologia dell'insolito.
Negli anni precedenti, tra gli altri, ha curato e condotto la rubrica "Insolito e mistero" per il programma In famiglia (Rai 2), la rubrica "L'inspiegabile spiegato" per Rebus (Odeon), le rubriche su Houdini e i misteri svelati per Fuori! Born to escape (All Music) e ha inoltre condotto la serie televisiva internazionale Legend Detectives per il canale Discovery Channel e, con Federico Taddia, il programma Big Bang! Un viaggio nei misteri (DeA Kids).

### Attività teatrale
Nel 2019, Massimo Polidoro esordisce a teatro con lo spettacolo-conferenza Io, Leonardo da Vinci. Vita segreta di un genio ribelle, di cui è anche autore. Prodotto da Elastica, lo spettacolo ha visto le musiche originali di Marco Forni, la voce off di Massimiliano Briarava e le immagini grafiche e animazioni di Massimo Pastore e Lele Marcojanni.
Dopo la pausa obbligata della COVID-19, nel 2024 ritorna a teatro. Prima con una rassegna di incontri scientifici, La scatola di Archimede, al Teatro Menotti di Milano, con la presenza fissa del fisarmonicista Nadio Marenco e degli autori e comici Chiara Galeazzi e Francesco Lancia.
E poi, nel marzo del 2024, con uno spettacolo dedicato a un altro grande nome della scienza, Charles Darwin. Lo spettacolo si intitola Il mistero di Darwin e Massimo Polidoro, oltre che interprete, ne è anche autore insieme con Telmo Pievani. Prodotto dal Teatro Menotti con la regia di Emilio Russo.

## Curiosità
- Nell'adolescenza Massimo Polidoro ha fondato e guidato per quattro anni (dal 1984 al 1988) un fan club dedicato ai Beatles[63] che contava un centinaio di soci in tutta Italia e produceva una fanzine bimestrale, Help!, dedicata al quartetto di Liverpool. Non avendo a disposizione all'epoca un personal computer, Massimo Polidoro scriveva gli articoli a macchina e poi li impaginava con un lavoro di taglia e incolla, fotocopiatura e rilegatura a mano. In tutto, sono usciti 24 numeri di Help! più alcuni numeri speciali e un volume monografico dedicato al breve tour italiano dei Beatles del 1965.
- La sua figura ha ispirato nel 2005 il protagonista di un romanzo, L'eredità di Bric di Giacomo Gardumi (Marsilio).[64]
- Umberto Eco ha citato Massimo Polidoro e il suo lavoro in diversi articoli e libri, tra i quali: A passo di gambero (2006), Quale verità? (2013), Storia delle terre e dei luoghi leggendari (2013), Pape Satàn Aleppe (2016), Sulle spalle dei giganti (2017), Il complotto (2021), Vero, falso, segreto, finto (2022).
- Nel 2023 la Pinacoteca di Brera chiede a Massimo Polidoro di scrivere una "didascalia d'autore" per un'opera presente nella collezione e lui sceglie "Eraclito e Democrito" di Donato Bramante, un affresco trasportato su tela e risalente al 1490. La didascalia, che si aggiungeva a quelle di autori come Orhan Pamuk, si incentrava sui personaggi che fecero da "modelli" per i due grandi filosofi, vale a dire lo stesso Bramante e Leonardo da Vinci.

## Libri

### Saggistica
- Viaggio tra gli spiriti, Sugarco, 1995
- L'illusionismo dall'A alla Z, Sugarco, 1995
- Misteri, ECO, 1996
- Dizionario del paranormale, Esedra, 1997
- Sei un sensitivo?, Avverbi, 1997
- L'illusione del paranormale, Franco Muzzio Editore, 1998
- La maledizione del Titanic, Avverbi, 1998
- I segreti dei fachiri, con Luigi Garlaschelli, Avverbi, 1999
- Investigatori dell'occulto, con Luigi Garlaschelli, Avverbi, 1999
- L'universo senza fine, con Tullio Regge, Arnoldo Mondadori Editore, 1999
- Il sesto senso, Edizioni Piemme, 2000
- Il grande Houdini, Edizioni Piemme, 2001
- Final Séance, Prometheus Books, 2001
- Grandi misteri della storia, Edizioni Piemme, 2002
- Gli enigmi della storia, Edizioni Piemme, 2003
- Il trucco c'è!, con Mariano Tomatis, CICAP, 2003
- Secrets of the Psychics, Prometheus Books, 2003
- Grandi gialli della storia, Edizioni Piemme, 2004
- Incredibile ma vero, (curatore), Edizioni Piemme, 2004
- Cronaca nera, Edizioni Piemme, 2005
- Elvis è vivo!, Edizioni Piemme, 2006
- 11/9 La cospirazione impossibile (curatore), Edizioni Piemme, 2007
- Indagatori del mistero, con Luigi Garlaschelli, CICAP, 2009
- Un gioco infame: la banda della Uno bianca,  Edizioni Piemme, 2008
- La scienza dei mostri (curatore), CICAP, 2011
- Milano insolita e segreta, Editions Jonglez, 2012
- Enigmi e misteri della storia, Edizioni Piemme, 2013
- Complotti, bufale e leggende metropolitane, Focus, 2013
- Indagine sulla vita eterna, con Marco Vannini, Arnoldo Mondadori Editore, 2014
- Rivelazioni. Il libro dei segreti e dei complotti, Edizioni Piemme, 2014
- Straordinari misteri della storia, Allegato FOCUS Storia n. 107, 2015
- L'avventura del Colosseo, Edizioni Piemme, 2016
- I poteri della mente, Mondadori Scienza, Allegato FOCUS e FOCUS Storia, 2017
- Segreti e tesori del Vaticano, Edizioni Piemme, 2017
- Atlante dei luoghi misteriosi d'Italia, Bompiani, 2018
- Il mago e la strega (curatore), CICAP, 2018.
- Houdini. Mago dell'impossibile, Codice edizioni, 2018
- Il mondo sottosopra, Edizioni Piemme, 2019
- Atlante dei luoghi misteriosi dell'antichità, Bompiani, 2020
- Pensa come uno scienziato. Come coltivare l'arte del dubbio, Piemme, 2021
- Geniale, Feltrinelli, 2022, ISBN 978-88-07-09161-2
- La scienza dell'incredibile. Come si formano credenze e convinzioni e perché le peggiori non muoiono mai, Feltrinelli, 2023
- La meraviglia del tutto, con Piero Angela; postfazione di Christine e Alberto Angela, Collana Gaia, Milano, Mondadori, 2024
- Sherlock Holmes e l'arte del ragionamento. Indagine nell'universo della mente, Feltrinelli, 2024
- Da Vinci a Milano. I migliori anni della sua vita, Enrico Damiani Editore, 2024.

### Romanzi inchiesta
- Etica criminale, Edizioni Piemme, 2007
- Un gioco infame. La banda della Uno bianca, Edizioni Piemme, 2008
- Eravamo solo bambini, Edizioni Piemme, 2010
- Marta che aspetta l'alba, Edizioni Piemme, 2011
- Titanic. Un viaggio che non dimenticherete, Edizioni Piemme, 2012
- Il nido degli angeli, Edizioni Piemme, 2016

### Romanzi storici
- Leonardo. Il romanzo di un genio ribelle, Edizioni Piemme, 2018

### Narrativa
- Re David, con Ferruccio Parazzoli e Grandi & Associati uniti nello pseudonimo di F.M. Celsius, Arnoldo Mondadori Editore, 2003
- Il Profeta del Reich, Aliberti Editore, 2006
- Giallo metropoli (curatore), Edizioni Piemme, 2015

Serie di thriller con protagonista Bruno Jordan:
- Il passato è una bestia feroce, Edizioni Piemme, 2015
- Non guardare nell'abisso, Edizioni Piemme, 2016

### Romanzi per ragazzi
Serie di romanzi per ragazzi firmata con lo pseudonimo Max Keller:
- Il complotto di Frankenstein, Il Battello a Vapore, 2010
- La notte di Dracula, Il Battello a Vapore, 2011
- La statua dagli occhi di smeraldo, Il Battello a Vapore, 2012

Altri romanzi per ragazzi:
- Il tesoro di Leonardo, Il Battello a Vapore, 2014
- Il segreto di Colombo, Il Battello a Vapore, 2018
- La libreria dei misteri, Il Battello a Vapore, 2020

### Saggi per ragazzi
- Io, Leonardo da Vinci, Il Battello a Vapore, 2019
- Tutti i segreti del Colosseo, Il Battello a Vapore, 2022
- 50 misteri da risolvere (prima dei tuoi genitori), Il Battello a Vapore, 2023

## Riconoscimenti
Nel 2011 il suo romanzo per ragazzi Il complotto di Frankenstein vince il Premio Città di Calimera per "La lettura ti fa grande".
Nel 2015 il suo romanzo thriller Il passato è una bestia feroce vince il Premio NebbiaGialla.
Nel 2024 viene assegnato a Massimo Polidoro il premio GAL Hassin con la seguente motivazione: «Per il suo pioneristico e costante impegno nella lotta contro le pseudoscienze». In quella stessa occasione gli viene anche conferita la cittadinanza onoraria del Comune di Isnello (PA).
Nel 2024 l'Unione Astronomica Internazionale gli intitola un asteroide: 193818 Polidoro.